# Black Mask 2: City of Masks
Black Mask 2: City of Masks (Chinees: 黑俠2 - Hak hap 2) is een Hongkong-Amerikaanse actie-/sciencefictionfilm uit 2002 onder regie van Tsui Hark. De film is het vervolg op Black Mask met Jet Li in de hoofdrol.

## Verhaal
Een gigantische intelligente supercomputer met de naam Zeus heeft twee mannen met behulp van gentechnologie veranderd in super-huurmoordenaars. Dit zijn Black Mask en Liang. Black Mask is uit de organisatie van Zeus gestapt en doed nu goed werk als superheld. Hij onderzoekt een zaak waarbij profworstelaars vreemde beestachtige trekjes beginnen te vertonen. Hij ontdekt dat wetenschapper Moloch hen met dieren- en planten-DNA heeft ingespoten. Terwijl Black Mask deze zaak probeert op te lossen stuurt Zeus zijn ex-collega Liang op hem af om hem terug te halen.

## Rolbezetting
Hoofdpersonages:
- Andy On - Kang Fung/Black Mask
- Traci Lords - Chameleon
- Michael Bailey Smith - Hellraiser
- Andrew Bryniarski - Iguana
- Robert Szatkowski - Claw
- Oris Erhuero - Wolf
- Robert Bonecrusher Mukes - Snake
- Tyler Mane - Thorn
- Teresa Maria Herrera - Dr. Marco Leung
- Tobin Bell - Moloch
- Scott Adkins - Liang
- Jon Polito - King

## Trivia
- Het masker van Black Mask is geïnspireerd op dat van Kato, de door Bruce Lee gespeelde helper van The Green Hornet uit de gelijknamige televisieserie.
- De gevechtschoreografie werd verzorgd door Yuen Woo-Ping.